# Раймар фон Бонін
Раймар фон Бонін (нім. Reimar von Bonin; 3 жовтня 1890, Берлін — 18 травня 1976, Бад-Лібенцелль) — німецький військово-морський діяч, контр-адмірал крігсмаріне (1 січня 1941).

## Біографія
1 квітня 1908 вступив на флот. Пройшов підготовку на важкому крейсері «Герта» і в військово-морському училищі. З 1 серпня 1912 року плавав на міноносцях. Учасник Першої світової війни. З квітня 1917 по 21 червня 1919 року — командир 11-ї напівфлотилії міноносців.
З 31 травня 1920 року — командир роти мінного кадрованого батальйону, з 10 вересня 1920 року — інспектор військово-морського училища в Мюрвіку. З 2 квітня 1922 року — офіцер Адмірал-штабу в штабі військово-морської станції «Нордзе». З 27 вересня 1924 року — навігаційний офіцер крейсера «Амазон». 25 вересня 1925 року призначений командиром 3-й напівфлотилії міноносців. З 4 жовтня 1927 року — радник із зовнішніх зв'язків в Імперському військовому міністерстві, з 15 березня 1929 року — радник з питань організації Департаменту флоту Морського управління. 1 жовтня 1933 року очолив Організаційний відділ Морського управління. З 29 вересня 1934 по 10 липня 1937 року — начальник штабу інспекції бойової підготовки, в липні 1936 року виконував обов'язки інспектора.
1 липня 1937 року призначений військово-морським аташе в Гельсінкі, а також за сумісництвом в Ризі, Таллінні та Каунасі. Залишався в Фінляндії до її виходу з Другої світової війни 13 вересня 1944 року. 1 листопада 1944 року призначений командиром військового районного командування Ойтіна, а 1 лютого 1945 року — району Відень III. З 1 травня 1945 року — інспектор управління бойової підготовки в Санкт-Вольфгангу. 5 серпня 1945 року інтернований союзниками. 31 березня 1947 року звільнений.

## Нагороди
- Пам'ятна медаль землетрусу в Калабрії та Сицилії (Королівство Італія; 20 січня 1912)
- Рятувальна медаль (10 серпня 1915)
- Залізний хрест
  - 2-го класу (26 листопада 1915)
  - 1-го класу (16 квітня 1917)
- Почесний хрест ветерана війни з мечами
- Медаль «За вислугу років у Вермахті» 4-го, 3-го, 2-го і 1-го класу (25 років; 2 жовтня 1936) — отримав 4 нагороди одночасно.
- Орден Орлиного хреста 3-го класу (Естонія; 13 лютого 1939) — вручений наступного дня.
- Медаль «За Іспанську кампанію» (Іспанія; 4 травня 1939)
- Орден Білої троянди (Фінляндія), командорський хрест (29 червня 1939)
- Медаль «За заслуги в цивільній обороні» 1-го класу в сріблі із застібкою «1939-1940» (Фінляндія; 28 березня 1941)
- Хрест Воєнних заслуг
  - 2-го класу з мечами (20 квітня 1941)
  - 1-го класу з мечами (30 січня 1942)
- Залізний хрест Заслуг шуцкору (Фінляндія; 4 грудня 1941)
- Застібка до Залізного хреста 2-го класу (8 грудня 1941)
- Орден Хреста Свободи 1-го класу з мечами (Фінляндія; 31 січня 1942)
- Орден Римського орла, великий офіцерський хрест з мечами (Королівство Італія; 10 серпня 1943)

### Перекладач
- Edward L. Beach: Tödliche Tiefen. Günther Verlag, Stuttgart 1956.
- Ferdinand Lallemand: Das Logbuch des Markos Sestig. Günther Verlag, Stuttgart 1958.
- Hammond Innes: Das blaue Eis. Günther Verlag, Stuttgart 1960.
- Edward L. Beach: Unter Wasser um den Erdball. Günther Verlag, Stuttgart 1964.
- Eric Ambler: Ungebetene Gäste. Günther Verlag, Stuttgart 1964.

### Співавтор
- Chronik des Seeoffiziersjahrgangs 1908. Dokumentation, erschien zum 50. Jahrestag 1958.